# Anna Amalia Abert
Anna Amalia Abert o Anna Abert (Halle, 19 de setembre de 1906 – Kiel, 4 de gener de 1996) fou una musicòloga alemanya.
Filla del també musicòleg Hermann Abert (1871-1927) i neta de Johann Joseph Abert (1832-1915), també historiador de la música, va estudiar amb Hans Joachim Moser i Friedrich Blume a la Universitat de Kiel. Abert va escriure una tesi sobre les Cantiones sacrae de Heinrich Schütz, del 1625, que es va publicar l'any 1935 i posteriorment una altra sobre Claudio Monteverdi. Entre 1943 i 1971 va impartir classes a la Universitat de Kiel. Es va especialitzar en el camp del teatre musical i en l'obra de Mozart i va estudiar també l'obra de Gluck i Richard Strauss.
L'any 1962 va publicar una història de l'òpera